# Shiqiao (socken i Kina, Henan)
Shiqiao (kinesiska: 石桥, 石桥乡) är en socken i Kina. Den ligger i provinsen Henan, i den centrala delen av landet, omkring 170 kilometer söder om provinshuvudstaden Zhengzhou. Antalet invånare är 24 076. Befolkningen består av 11 628 kvinnor och 12 448 män. Barn under 15 år utgör 18,0 %, vuxna 15-64 år 70 %, och äldre över 65 år 10,0 %.
Genomsnittlig årsnederbörd är 984 millimeter. Den regnigaste månaden är augusti, med i genomsnitt 180 mm nederbörd, och den torraste är januari, med 10 mm nederbörd.